# HMS Sirius (1797)
HMS Sirius – brytyjska 36 działowa fregata z okresu wojen napoleońskich.

## Historia
W 1794 Brytyjczycy zdobyli hiszpańską fregatę „San Fiorenzo” i na jej podstawie opracowali plany nowego typu fregat. Zamówienie na nową fregatę zostało złożone przez Admiralicję 25 kwietnia 1795 w leżącej nad Tamizą londyńskiej stoczni Dudman. Wodowanie i wejście do służby miało miejsce w 1797.
W latach 1797 - 1805 „Sirius” brał udział w blokadzie morskiej sił Napoleona w Europie. W 1798 zdobył dwie holenderskie jednostki. W 1801 na Morzu Północnym zdobył Francuską fregatę „Oiseau”. W 1802 brał udział w morskiej blokadzie Brestu.
21 października 1805 HMS „Sirius” wraz z innymi okrętami dowodzonymi przez admirała Nelsona wziął udział w bitwie pod Trafalgarem, w której walczył tuż przy okręcie flagowym HMS "Victory".
W latach 1806–1808 służył w rejonie Morza Śródziemnego, gdzie zdobył francuską korwetę „Bergère”. W lecie 1810 został skierowany w rejon Oceanu Indyjskiego, gdzie walczył przeciwko siłom francuskim. 23 sierpnia w czasie walk z Francuzami na Mauritiusie „Sirius” wszedł na skały i ciężko uszkodzony został opuszczony i podpalony przez własną załogę, a następnie zatonął 25 sierpnia. Była to jedyna wygrana przez Francuzów bitwa morska tego okresu.
W 1964 wrak został odkryty przez nurków amatorów. Przystąpiono do eksploracji szczątków okrętu, w wyniku której dokonano na nim znacznych zniszczeń.